# Охотминимум

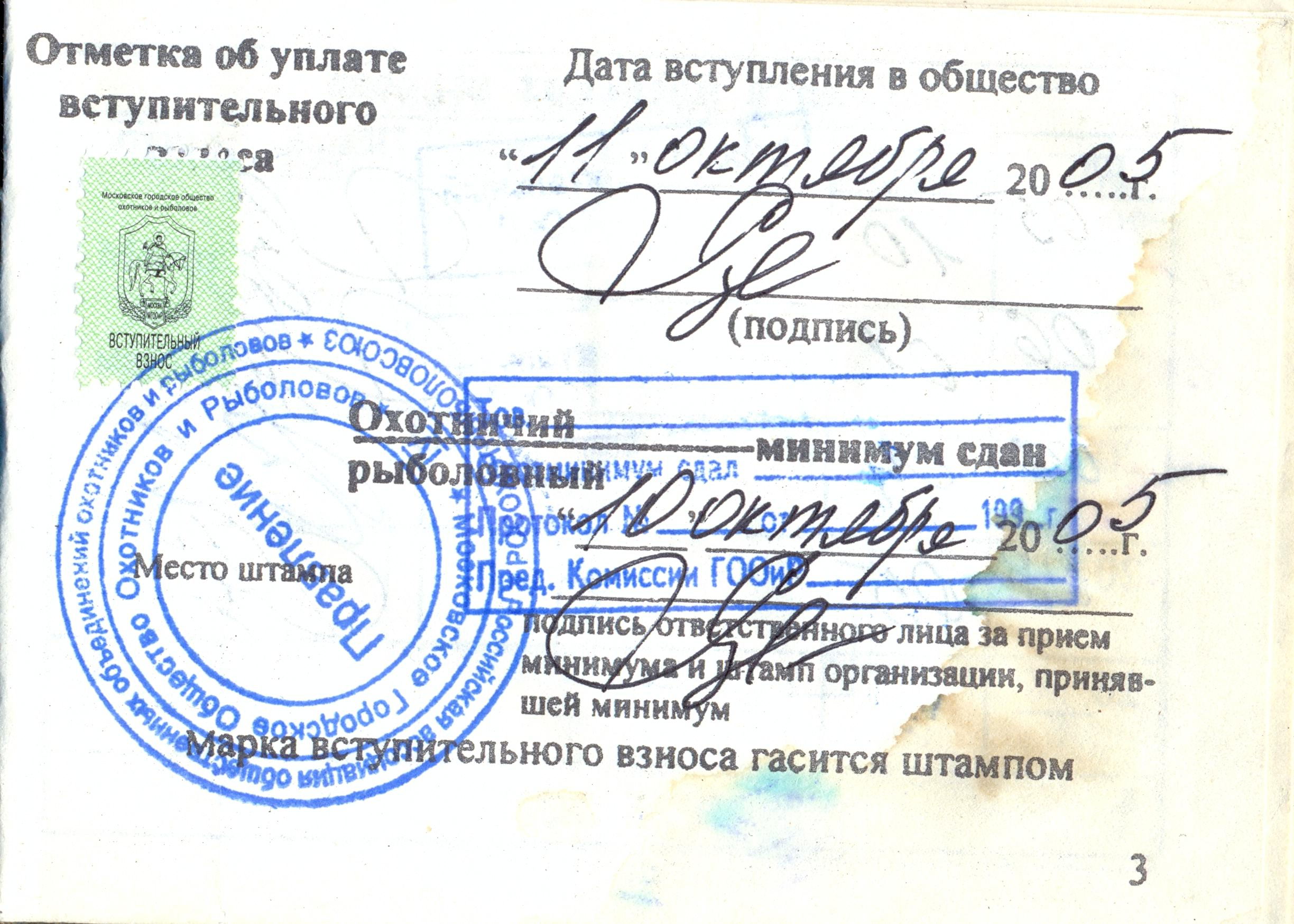
Страница охотничьего билета с отметкой о сданном охотминимуме

Охотничий минимум (Охотминимум) — комплекс минимально необходимых знаний по биологии охотничьих животных, сроках и способах охоты, мерам безопасности при обращении с оружием, ответственности за нарушение правил охоты, которые необходимо знать охотнику, вступающему в общество охотников и рыболовов. Требование знания охотминимума содержится в статье 6 Типовых правил охоты в РСФСР, имеющих юридическую силу и в настоящее время. Единые, официально утверждённые требования охотминимума утверждены приказом Министерства природных ресурсов и экологии РФ от 30 июня 2011 года.
В составе охотминимума в обязательном порядке освещаются следующие вопросы:
- Правила по технике безопасности при охоте и обращению с оружием;
- Положения законодательства, касающиеся приобретения, хранения и ношения охотничьего оружия;
- Правила охоты на территории России;
- Особенности охоты на разные виды дичи;
- Ответственность за нарушение правил охоты;
- Права и обязанности охотника как члена общества охотников и рыболовов.

Сдача охотничьего минимума происходит обычно в виде экзамена с разделением вопросов по билетам и устным контролем знаний. В случае успешной сдачи экзамена, в охотничий билет вносится соответствующая запись о прохождении аттестации. 